# Radeon R 300 (серія відеокарт)
AMD Radeon R5/R7/R9 300 — це серія відеокарт Radeon, вироблених Advanced Micro Devices (AMD). Усі графічні процесори серії виробляються у форматі 28 нм і використовують мікроархітектуру Graphics Core Next (GCN).
Серія включає графічні кристали Fiji та Tonga, засновані на архітектурі AMD GCN 3 або «Volcanic Islands», яка спочатку була представлена на базі Tonga (але порізана) у R9 285 трохи раніше. Графічні процесори основані на архітектурі Fiji. Карти цієї серії включають флагманський процесор Radeon R9 Fury X разом з Radeon R9 Fury та Radeon R9 Nano , які є першими відеокарти з технологією High Bandwidth Memory (HBM), яку AMD розробила спільно з SK Hynix. HBM швидший і енергоефективніший, ніж пам'ять GDDR5, хоча й дорожчий. Однак решта графічних процесорів серії за межами R9 380 і R9 380X на базі Tonga, засновані на графічних процесорах попереднього покоління, з переробленим керуванням живленням, і, отже, мають лише пам’ять GDDR5 (з якою Tonga тільки й працює). Карти серії Radeon R 300 була випущена 18 червня 2015 року. Флагманський пристрій Fury X було випущено 24 червня 2015 року, а версія Radeon Pro Duo з двома графічними процесорами, випущена 26 квітня 2016 року.

## Архітектура
R9 380/X разом із серією R9 Fury & Nano були першими картами AMD (після більш ранньої R9 285), які використовували третю ітерацію їхнього набору інструкцій та мікроархітектури GCN. Інші карти серії мають ітерації GCN першого та другого покоління.

### Допоміжні ASIC
Будь-які допоміжні ASIC, наявні в мікросхемах, розробляються незалежно від архітектури ядра і мають власні схеми імен версій.

### Підтримка кількох моніторів
Вбудовані контролери дисплея AMD Eyefinity були представлені у вересні 2009 року в серії Radeon HD 5000 і з тих пір присутні у всіх продуктах.

### AMD TrueAudio
AMD TrueAudio був представлений разом із серією AMD Radeon R 200, але його можна знайти лише на кристалах продуктів GCN 1.1.

### Прискорення відео
Що Unified Video Decoder, що Video Coding Engine з ТІМС-ядром для прискорення відео, присутній на кристалах всіх продуктів, підтримується AMD Catalyst і безкоштовним драйвером графічного пристрою з відкритим вихідним кодом.

### Обмежувач кадрів
Повністю нова функція в лінійці дозволяє користувачам зменшити споживання енергії, не відтворюючи непотрібні кадри. Користувач може налаштувати, на свій розсуд.

### Підтримка LiquidVR
LiquidVR — це технологія, яка покращує плавність віртуальної реальності. Мета полягає в тому, щоб зменшити затримку між апаратними засобами, щоб апаратне забезпечення могло не відставати від руху голови користувача, усуваючи заколисування. Особлива увага приділяється налаштуванням подвійних графічних процесорів, коли кожен GPU тепер відтворюватиме одне око окремо на дисплеї.

### Підтримка VSR
Представлено спочатку на відеокартах минулого покоління R9 290 і 290X, ця функція дозволяє користувачам запускати ігри з більш високою якістю зображення, відтворюючи кадри з роздільною здатністю вище рідної. Кожен кадр потім зменшується до вихідної роздільної здатності. Цей процес є альтернативою суперсемплінгу, який підтримується не всіма іграми. Virtual super resolution подібна до Dynamic Super Resolution, функції, доступної на конкуруючих відеокартах nVidia, але замінює гнучкість для підвищення продуктивності. VSR може працювати з роздільною здатністю понад 2048 x 1536 при частоті оновлення 120 Гц або 3840 x 2400 при 60 Гц.

### OpenCL (API)
OpenCL прискорює багато наукових пакетів програмного забезпечення від процесора до фактора 10 або 100 і більше. OpenCL від 1.0 до 1.2 підтримуються для всіх мікросхем з Terascale і GCN. OpenCL 2.0 підтримується GCN 2-го покоління (або 1.2 і вище). Для OpenCL 2.1 та 2.2 необхідні лише оновлення драйверів із картами, що відповідають OpenCL 2.0. 

### Vulkan (API)
Vulkan 1.1 підтримується всіма відеокартами з архітектурою GCN з останніми драйверами для Linux та Windows. Vulkan 1.2 доступний для GCN 2-го покоління або вище з Windows Adrenalin 20.1 (і новіші) та Linux Mesa 20.0 (і новіші).

## Модельний ряд

### Настільні моделі
| Модель (кодове ім'я)           | Дата виходу і ціна         | Архітектура і техпроцес | Транзистори і площа ядра | Ядро           | Ядро          | Швидкість заповнення | Швидкість заповнення | GFLOPS        | GFLOPS      | Пам'ять            | Пам'ять        | Пам'ять        | Пам'ять                    | TBP (Вт) | Інтерфейс вводу-виводу |
| Модель (кодове ім'я)           | Дата виходу і ціна         | Архітектура і техпроцес | Транзистори і площа ядра | Конфігурація   | Частота (МГц) | ГТ/с                 | ГП/с                 | Одинарна      | Подвійна    | Тип і ширина       | Об'єм (МіБ)    | Частота (МТ/с) | Пропускна здатність (Гб/с) | TBP (Вт) | Інтерфейс вводу-виводу |
| ------------------------------ | -------------------------- | ----------------------- | ------------------------ | -------------- | ------------- | -------------------- | -------------------- | ------------- | ----------- | ------------------ | -------------- | -------------- | -------------------------- | -------- | ---------------------- |
| Radeon R5 330 (Oland Pro)      | 6 травня 2015 OEM          | GCN 1 (28 нм)           | 1040×106 90 мм2          | 320:20:8       | Невідомо 855  | 17.1                 | 6.84                 | 547.2         | 34.2        | DDR3 128-біт       | 1024 2048      | 1800           | 28.8                       | 30       | PCIe 3.0 ×16           |
| Radeon R5 340 (Oland XT)       | 6 травня 2015 OEM          | GCN 1 (28 нм)           | 1040×106 90 мм2          | 384:24:8       | Невідомо 825  | 19.8                 | 6.6                  | 633.6         | 39.6        | DDR3 GDDR5 128-біт | 1024 2048      | 1800 4500      | 72                         | 75       | PCIe 3.0 ×16           |
| Radeon R7 340 (Oland XT)       | 6 травня 2015 OEM          | GCN 1 (28 нм)           | 1040×106 90 мм2          | 384:24:8       | 730 780       | 17.5 18.7            | 5.8 6.2              | 560.6 599     | 32.7 35     | DDR3 GDDR5 128-біт | 1024 2048 4096 | 1800 4500      | 72                         | 75       | PCIe 3.0 ×16           |
| Radeon R5 340X (Oland XT)      | 5 травня 2015 OEM          | GCN 1 (28 нм)           | 1040×106 90 мм2          | 384:24:8       | 1050          | 25.2                 | 8.4                  | 806           | 50.4        | DDR3 64-біт        | 2048           | 2000           | 16                         | 30       | PCIe 3.0 ×16           |
| Radeon R7 350 (Oland XT)       | 6 травня 2015 OEM          | GCN 1 (28 нм)           | 1040×106 90 мм2          | 384:24:8       | 1000 1050     | 24 25.2              | 8 8.4                | 768 806.4     | 48 50.4     | DDR3 GDDR5 128-біт | 1024 2048      | 1800 4500      | 72                         | 75       | PCIe 3.0 ×16           |
| Radeon R7 350 (Cape Verde XTL) | Лютий 2016 $89 USD         | GCN 1 (28 нм)           | 1500×106 123 мм2         | 512:32:16      | 925           | 29.6                 | 14.8                 | 947.2         | 59.2        | GDDR5 128-біт      | 2048           | 4500           | 72                         | 75       | PCIe 3.0 ×16           |
| Radeon R7 350X (Oland XT)      | 5 травня 2015 OEM          | GCN 1 (28 нм)           | 1040×106 90 мм2          | 384:24:8       | 1050          | 25.2                 | 8.4                  | 806           | 50.4        | DDR3 128-біт       | 4096           | 2000           | 32                         | 30       | PCIe 3.0 ×16           |
| Radeon R7 360 (Bonaire Pro)    | 18 червня 2015 $109 USD    | GCN 2 (28 нм)           | 2080×106 160 мм2         | 768:48:16      | 1050          | 50.4                 | 16.8                 | 1612.8        | 100.8       | GDDR5 128-біт      | 2048           | 6500           | 104                        | 100      | PCIe 3.0 ×16           |
| Radeon R9 360 (Bonaire Pro)    | 6 травня 2015 OEM          | GCN 2 (28 нм)           | 2080×106 160 мм2         | 768:48:16      | 1000 1050     | 48 50.4              | 16 16.8              | 1536 1612.8   | 96 100.8    | GDDR5 128-біт      | 2048           | 6500           | 104                        | 85       | PCIe 3.0 ×16           |
| Radeon R7 370 (Pitcairn Pro)   | 18 червня 2015 $149 USD    | GCN 1 (28 нм)           | 2800×106 212 мм2         | 1024:64:32     | 975           | 62.4                 | 31.2                 | 1996.8        | 124.8       | GDDR5 256-біт      | 2048 4096      | 5600           | 179.2                      | 110      | PCIe 3.0 ×16           |
| Radeon R9 370 (Pitcairn Pro)   | 6 травня 2015 OEM          | GCN 1 (28 нм)           | 2800×106 212 мм2         | 1024:64:32     | 950 975       | 60.8 62.4            | 30.4 31.2            | 1945.6 1996.8 | 121.6 124.8 | GDDR5 256-біт      | 2048 4096      | 5600           | 179.2                      | 150      | PCIe 3.0 ×16           |
| Radeon R9 370X (Pitcairn XT)   | 27 серпня 2015 $179 USD    | GCN 1 (28 нм)           | 2800×106 212 мм2         | 1280:80:32     | 1000          | 80                   | 32                   | 2560          | 160         | GDDR5 256-біт      | 2048 4096      | 5600           | 179.2                      | 185      | PCIe 3.0 ×16           |
| Radeon R9 380 (Tonga Pro)      | 6 травня 2015 OEM          | GCN 3 (28 нм)           | 5000×106 359 мм2         | 1792:112:32    | 918           | 102.8                | 29.4                 | 3290          | 206.6       | GDDR5 256-біт      | 4096           | 5500           | 176                        | 190      | PCIe 3.0 ×16           |
| Radeon R9 380 (Tonga Pro)      | 18 червня 2015 $199 USD    | GCN 3 (28 нм)           | 5000×106 359 мм2         | 1792:112:32    | 970           | 108.6                | 31.0                 | 3476.5        | 217.3       | GDDR5 256-біт      | 2048 4096      | 5700           | 182.4                      | 190      | PCIe 3.0 ×16           |
| Radeon R9 380X (Tonga XT)      | 19 листопада 2015 $229 USD | GCN 3 (28 нм)           | 5000×106 359 мм2         | 2048:128:32    | 970           | 124.2                | 31.0                 | 3973.1        | 248.3       | GDDR5 256-біт      | 4096           | 5700           | 182.4                      | 190      | PCIe 3.0 ×16           |
| Radeon R9 390 (Grenada Pro)    | 18 червня 2015 $329 USD    | GCN 2 (28 нм)           | 6200×106 438 мм2         | 2560:160:64    | 1000          | 160                  | 64                   | 5120          | 640         | GDDR5 512-біт      | 8192           | 6000           | 384                        | 275      | PCIe 3.0 ×16           |
| Radeon R9 390X (Grenada XT)    | 18 червня 2015 $429 USD    | GCN 2 (28 нм)           | 6200×106 438 мм2         | 2816:176:64    | 1050          | 184.8                | 67.2                 | 5913.6        | 739.2       | GDDR5 512-біт      | 8192           | 6000           | 384                        | 275      | PCIe 3.0 ×16           |
| Radeon R9 Fury (Fiji Pro)      | 14 липня 2015 $549 USD     | GCN 3 (28 нм)           | 8900×106 596 мм2         | 3584:224:64    | 1000          | 224                  | 64                   | 7168          | 448         | HBM 4096-біт       | 4096           | 1000           | 512                        | 275      | PCIe 3.0 ×16           |
| Radeon R9 Nano (Fiji XT)       | 27 серпня 2015 $649 USD    | GCN 3 (28 нм)           | 8900×106 596 мм2         | 4096:256:64    | 1000          | 256                  | 64                   | 8192          | 512         | HBM 4096-біт       | 4096           | 1000           | 512                        | 175      | PCIe 3.0 ×16           |
| Radeon R9 Fury X (Fiji XT)     | 24 червня 2015 $649 USD    | GCN 3 (28 нм)           | 8900×106 596 мм2         | 4096:256:64    | 1050          | 268.8                | 67.2                 | 8601.6        | 537.6       | HBM 4096-біт       | 4096           | 1000           | 512                        | 275      | PCIe 3.0 ×16           |
| Radeon Pro Duo (Fiji XT)       | 26 квітня 2016 $1499 USD   | GCN 3 (28 нм)           | 2× 8900×106 2× 596 мм2   | 2× 4096:256:64 | 1000          | 512                  | 128                  | 16384         | 1024        | HBM 4096-біт       | 2× 4096        | 1000           | 2× 512                     | 350      | PCIe 3.0 ×16           |

1. 1 2 3  Значення підсилене (якщо є) наведено під базовим значенням курсивом.
2. ↑  Швидкість заповнення текстури розраховується як кількість блоків відображення текстури, помножена на базову (або прискорюючу) тактову частоту ядра.
3. ↑  Швидкість заповнення пікселів розраховується як кількість вихідних одиниць візуалізації, помножена на базову (або прискорюючу) тактову частоту ядра.
4. ↑  Точна продуктивність розраховується на основі базової (або розширеної) тактової частоти ядра на основі операції FMA. Продуктивність подвійної точності карт Hawaii становить 1/8 продуктивності одинарної точності, а для інших – 1/16 продуктивності одинарної точності.
5. ↑  Уніфіковані шейдери : Текстурні блоки : Блоки растеризації
6. ↑  R9 380 використовує стиснення кольорів без втрат, що може підвищити ефективну продуктивність пам’яті (відносно карт GCN 1 і 2 покоління) у певних ситуаціях.[джерело?]

### Мобільні відеочипи
| Модель (кодове ім'я)          | Дата виходу  | Архітектура і техпроцес | Ядро         | Ядро          | Швидкість заповнення | Швидкість заповнення | GFLOPS | Пам'ять       | Пам'ять     | Пам'ять       | Пам'ять                    | TDP (Вт) |
| Модель (кодове ім'я)          | Дата виходу  | Архітектура і техпроцес | Конфігурація | Частота (МГц) | ГТ/с                 | ГП/с                 | GFLOPS | Тип і ширина  | Об'єм (ГіБ) | Частота (МГц) | Пропускна здатність (Гб/с) | TDP (Вт) |
| ----------------------------- | ------------ | ----------------------- | ------------ | ------------- | -------------------- | -------------------- | ------ | ------------- | ----------- | ------------- | -------------------------- | -------- |
| Radeon R5 M330 (Exo Pro)      | 2015         | GCN 1 (28 нм)           | 320:20:8     | Невідомо 1030 | 8.2                  | 20.6                 | 659.2  | DDR3 64-біт   | 2 4         | 1000          | 14.4 16                    | 18       |
| Radeon R5 M335 (Exo Pro)      | 2015         | GCN 1 (28 нм)           | 320:20:8     | Невідомо 1070 | 8.6                  | 21.4                 | 684.8  | DDR3 64-біт   | 2 4         | 1100          | 17.6                       | Невідомо |
| Radeon R7 M360 (Meso XT)      | 2015         | GCN 1 (28 нм)           | 384:24:8     | Невідомо 1125 | 9                    | 27                   | 864    | DDR3 64-біт   | 2 4         | 1000          | 16                         | Невідомо |
| Radeon R9 M365X (Strato Pro)  | 2015         | GCN 1 (28 нм)           | 640:40:16    | Невідомо 925  | 14.8                 | 37                   | 1184   | GDDR5 128-біт | 4           | 1125          | 72                         | 50       |
| Radeon R9 M370X (Strato Pro)  | Травень 2015 | GCN 1 (28 нм)           | 640:40:16    | 800           | 12.8                 | 32                   | 1024   | GDDR5 128-біт | 2           | 1125          | 72                         | 40;45    |
| Radeon R9 M375 (Strato Pro)   | 2015         | GCN 1 (28 нм)           | 640:40:16    | Невідомо 1015 | 16.2                 | 40.6                 | 1299.2 | GDDR5 128-біт | 4           | 1100          | 35.2                       | Невідомо |
| Radeon R9 M375X (Strato Pro)  | 2015         | GCN 1 (28 нм)           | 640:40:16    | Невідомо 1015 | 16.2                 | 40.6                 | 1299.2 | GDDR5 128-біт | 4           | 1125          | 72                         | Невідомо |
| Radeon R9 M380 (Strato Pro)   | 2015         | GCN 1 (28 нм)           | 640:40:16    | Невідомо 900  | 14.4                 | 36                   | 1152   | GDDR5 128-біт | 4           | 1500          | 96                         | Невідомо |
| Radeon R9 M385X (Strato)      | 2015         | GCN 2 (28 нм)           | 896:56:16    | Невідомо 1100 | 17.6                 | 61.6                 | 1971.2 | GDDR5 128-біт | 4           | 1500          | 96                         | ~75      |
| Radeon R9 M390 (Pitcairn)     | Червень 2015 | GCN 1 (28 нм)           | 1024:64:32   | Невідомо 958  | 30.7                 | 61.3                 | 1962   | GDDR5 256-біт | 2           | 1365          | 174.7                      | ~100     |
| Radeon R9 M390X (Amethyst XT) | 2015         | GCN 3 (28 нм)           | 2048:128:32  | Невідомо 723  | 23.1                 | 92.5                 | 2961.4 | GDDR5 256-біт | 4           | 1250          | 160                        | 125      |
| Radeon R9 M395 (Amethyst Pro) | 2015         | GCN 3 (28 нм)           | 1792:112:32  | Невідомо 834  | 26.6                 | 93.4                 | 2989.0 | GDDR5 256-біт | 2           | 1365          | 174.7                      | 125      |
| Radeon R9 M395X Amethyst XT)  | 2015         | GCN 3 (28 нм)           | 2048:128:32  | Невідомо 909  | 29.1                 | 116.3                | 3723.3 | GDDR5 256-біт | 4           | 1365          | 174.7                      | 125      |

1. 1 2 3  Значення підсилене (якщо є) наведено під базовим значенням курсивом.
2. ↑  Швидкість заповнення текстури розраховується як кількість блоків відображення текстури, помножена на базову (або прискорюючу) тактову частоту ядра.
3. ↑  Швидкість заповнення пікселів розраховується як кількість вихідних одиниць візуалізації, помножена на базову (або прискорюючу) тактову частоту ядра.
4. ↑  Точна продуктивність розраховується на основі базової (або розширеної) тактової частоти ядра на основі операції FMA.
5. ↑  Уніфіковані шейдери : Текстурні блоки : Блоки растеризації

## Особливості розвитку серії Radeon
| Назва серії відеокарт             | Wonder            | Mach              | 3D Rage           | Rage Pro          | Rage 128          | R100              | R200                                    | R300                                    | R400                                    | R500                                    | R600                             | RV670                            | R700                             | Evergreen                          | Northern Islands                   | Southern Islands                 | Sea Islands                                                     | Volcanic Islands                                                | Arctic Islands/Polaris                                          | Vega                                                            | Navi                                  | Navi 2X                               |         |
| --------------------------------- | ----------------- | ----------------- | ----------------- | ----------------- | ----------------- | ----------------- | --------------------------------------- | --------------------------------------- | --------------------------------------- | --------------------------------------- | -------------------------------- | -------------------------------- | -------------------------------- | ---------------------------------- | ---------------------------------- | -------------------------------- | --------------------------------------------------------------- | --------------------------------------------------------------- | --------------------------------------------------------------- | --------------------------------------------------------------- | ------------------------------------- | ------------------------------------- | ------- |
| Дата виходу                       | 1986              | 1991              | 1996              | 1997              | 1998              | квітень 2000      | серпень 2001                            | вересень 2002                           | травень 2004                            | жовтень 2005                            | травень 2007                     | листопад 2007                    | липень 2008                      | вересень 2009                      | жовтень 2010                       | січень 2012                      | вересень 2013                                                   | червень 2015                                                    | червень 2016                                                    | червень 2017                                                    | липень 2019                           | листопад 2020                         |         |
| Маркетингова назва                | Wonder            | Mach              | 3D Rage           | Rage Pro          | Rage              | Radeon 7000       | Radeon 8000                             | Radeon 9000                             | Radeon X700/X800                        | Radeon X1000                            | Radeon HD 1000/2000              | Radeon HD 3000                   | Radeon HD 4000                   | Radeon HD 5000                     | Radeon HD 6000                     | Radeon HD 7000                   | Radeon Rx 200                                                   | Radeon Rx 300                                                   | Radeon RX 400/500                                               | Radeon RX Vega/Radeon VII (7 нм)                                | Radeon RX 5000                        | Radeon RX 6000                        |         |
| Підтримується AMD                 | Ended             | Ended             | Ended             | Ended             | Ended             | Ended             | Ended                                   | Ended                                   | Ended                                   | Ended                                   | Ended                            | Ended                            | Ended                            | Ended                              | Ended                              | Ended                            | Ended                                                           | Ended                                                           | Current                                                         | Current                                                         | Current                               | Current                               | Current |
| Вид графіки                       | 2D                | 2D                | 3D                | 3D                | 3D                | 3D                | 3D                                      | 3D                                      | 3D                                      | 3D                                      | 3D                               | 3D                               | 3D                               | 3D                                 | 3D                                 | 3D                               | 3D                                                              | 3D                                                              | 3D                                                              | 3D                                                              | 3D                                    | 3D                                    |         |
| Архітектура                       | Не розголошується | Не розголошується | Не розголошується | Не розголошується | Не розголошується | Не розголошується | Не розголошується                       | Не розголошується                       | Не розголошується                       | Не розголошується                       | TeraScale система команд         | TeraScale система команд         | TeraScale система команд         | TeraScale система команд           | TeraScale система команд           | GCN система команд               | GCN система команд                                              | GCN система команд                                              | GCN система команд                                              | GCN система команд                                              | RDNA система команд                   | RDNA система команд                   |         |
| Мікроархітектура                  | Не розголошується | Не розголошується | Не розголошується | Не розголошується | Не розголошується | Не розголошується | Не розголошується                       | Не розголошується                       | Не розголошується                       | Не розголошується                       | TeraScale 1                      | TeraScale 1                      | TeraScale 1                      | TeraScale 2 (VLIW5)                | TeraScale 3 (VLIW4)                | GCN 1st gen                      | GCN 2nd gen                                                     | GCN 3rd gen                                                     | GCN 4th gen                                                     | GCN 5th gen                                                     | RDNA                                  | RDNA 2                                |         |
| Тип                               | Fixed pipeline    | Fixed pipeline    | Fixed pipeline    | Fixed pipeline    | Fixed pipeline    | Fixed pipeline    | Програмовані конвеєри пікселів і вершин | Програмовані конвеєри пікселів і вершин | Програмовані конвеєри пікселів і вершин | Програмовані конвеєри пікселів і вершин | Уніфікована шейдерна архітектура | Уніфікована шейдерна архітектура | Уніфікована шейдерна архітектура | Уніфікована шейдерна архітектура   | Уніфікована шейдерна архітектура   | Уніфікована шейдерна архітектура | Уніфікована шейдерна архітектура                                | Уніфікована шейдерна архітектура                                | Уніфікована шейдерна архітектура                                | Уніфікована шейдерна архітектура                                | Уніфікована шейдерна архітектура      | Уніфікована шейдерна архітектура      |         |
| Direct3D                          | Н/Д               | Н/Д               | 5.0               | 6.0               | 6.0               | 7.0               | 8.1                                     | 9.0 11 (9_2)                            | 9.0b 11 (9_2)                           | 9.0c 11 (9_3)                           | 10.0 11 (10_0)                   | 10.1 11 (10_1)                   | 10.1 11 (10_1)                   | 11 (11_0)                          | 11 (11_0)                          | 11 (11_1) 12 (11_1)              | 11 (12_0) 12 (12_0)                                             | 11 (12_0) 12 (12_0)                                             | 11 (12_0) 12 (12_0)                                             | 11 (12_1) 12 (12_1)                                             | 11 (12_1) 12 (12_1)                   | 11 (12_1) 12 (12_2)                   |         |
| Shader model                      | Н/Д               | Н/Д               | Н/Д               | Н/Д               | Н/Д               | Н/Д               | 1.4                                     | 2.0+                                    | 2.0b                                    | 3.0                                     | 4.0                              | 4.1                              | 4.1                              | 5.0                                | 5.0                                | 5.1                              | 5.1 6.3                                                         | 5.1 6.3                                                         | 5.1 6.3                                                         | 6.4                                                             | 6.4                                   | 6.5                                   |         |
| OpenGL                            | Н/Д               | Н/Д               | Н/Д               | 1.1               | 1.2               | 1.3               | 1.3                                     | 2.1                                     | 2.1                                     | 2.1                                     | 3.3                              | 3.3                              | 3.3                              | 4.5 (на Linux: 4.5 (Mesa 3D 21.0)) | 4.5 (на Linux: 4.5 (Mesa 3D 21.0)) | 4.6 (на Linux: 4.6 (Mesa 20.0))  | 4.6 (на Linux: 4.6 (Mesa 20.0))                                 | 4.6 (на Linux: 4.6 (Mesa 20.0))                                 | 4.6 (на Linux: 4.6 (Mesa 20.0))                                 | 4.6 (на Linux: 4.6 (Mesa 20.0))                                 | 4.6 (на Linux: 4.6 (Mesa 20.0))       | 4.6 (на Linux: 4.6 (Mesa 20.0))       |         |
| Vulkan                            | Н/Д               | Н/Д               | Н/Д               | Н/Д               | Н/Д               | Н/Д               | Н/Д                                     | Н/Д                                     | Н/Д                                     | Н/Д                                     | Н/Д                              | Н/Д                              | Н/Д                              | Н/Д                                | Н/Д                                | 1.0 (Win 7+ або Mesa 17+)        | 1.2 (Adrenalin 20.1, Linux Mesa 20.0)                           | 1.2 (Adrenalin 20.1, Linux Mesa 20.0)                           | 1.2 (Adrenalin 20.1, Linux Mesa 20.0)                           | 1.2 (Adrenalin 20.1, Linux Mesa 20.0)                           | 1.2 (Adrenalin 20.1, Linux Mesa 20.0) | 1.2 (Adrenalin 20.1, Linux Mesa 20.0) |         |
| OpenCL                            | Н/Д               | Н/Д               | Н/Д               | Н/Д               | Н/Д               | Н/Д               | Н/Д                                     | Н/Д                                     | Н/Д                                     | Н/Д                                     | Close to Metal                   | Close to Metal                   | 1.1                              | 1.2                                | 1.2                                | 1.2                              | 2.0 (Adrenalin драйвер на Win7+) (1.2 на Linux, 2.1 з AMD ROCm) | 2.0 (Adrenalin драйвер на Win7+) (1.2 на Linux, 2.1 з AMD ROCm) | 2.0 (Adrenalin драйвер на Win7+) (1.2 на Linux, 2.1 з AMD ROCm) | 2.0 (Adrenalin драйвер на Win7+) (1.2 на Linux, 2.1 з AMD ROCm) | 2.0                                   | 2.1                                   |         |
| HSA / ROCm                        | Н/Д               | Н/Д               | Н/Д               | Н/Д               | Н/Д               | Н/Д               | Н/Д                                     | Н/Д                                     | Н/Д                                     | Н/Д                                     | Н/Д                              | Н/Д                              | Н/Д                              | Н/Д                                | Н/Д                                | Так                              | Так                                                             | Так                                                             | Так                                                             | Так                                                             | ?                                     | ?                                     |         |
| Декодування відео ASIC            | Н/Д               | Н/Д               | Н/Д               | Н/Д               | Н/Д               | Н/Д               | Н/Д                                     | Н/Д                                     | Н/Д                                     | Н/Д                                     | Avivo/UVD                        | UVD+                             | UVD 2                            | UVD 2.2                            | UVD 3                              | UVD 4                            | UVD 4.2                                                         | UVD 5.0 або 6.0                                                 | UVD 6.3                                                         | UVD 7                                                           | VCN 2.0                               | VCN 3.0                               |         |
| Кодування відео ASIC              | Н/Д               | Н/Д               | Н/Д               | Н/Д               | Н/Д               | Н/Д               | Н/Д                                     | Н/Д                                     | Н/Д                                     | Н/Д                                     | Н/Д                              | Н/Д                              | Н/Д                              | Н/Д                                | Н/Д                                | VCE 1.0                          | VCE 2.0                                                         | VCE 3.0 або 3.1                                                 | VCE 3.4                                                         | VCE 4.0                                                         | VCN 2.0                               | VCN 3.0                               |         |
| Fluid Motion ASIC                 | Ні                | Ні                | Ні                | Ні                | Ні                | Ні                | Ні                                      | Ні                                      | Ні                                      | Ні                                      | Ні                               | Ні                               | Ні                               | Ні                                 | Ні                                 | Ні                               | Так                                                             | Так                                                             | Так                                                             | Так                                                             | Ні                                    | Ні                                    |         |
| Power saving                      | ?                 | ?                 | ?                 | ?                 | ?                 | ?                 | ?                                       | ?                                       | ?                                       | ?                                       | PowerPlay                        | PowerPlay                        | PowerPlay                        | PowerPlay                          | PowerTune                          | PowerTune & ZeroCore Power       | PowerTune & ZeroCore Power                                      | PowerTune & ZeroCore Power                                      | PowerTune & ZeroCore Power                                      | PowerTune & ZeroCore Power                                      | ?                                     | ?                                     |         |
| TrueAudio                         | Н/Д               | Н/Д               | Н/Д               | Н/Д               | Н/Д               | Н/Д               | Н/Д                                     | Н/Д                                     | Н/Д                                     | Н/Д                                     | Н/Д                              | Н/Д                              | Н/Д                              | Н/Д                                | Н/Д                                | Н/Д                              | Через виділений ЦОС                                             | Через виділений ЦОС                                             | Через шейдери                                                   | Через шейдери                                                   | Через шейдери                         | ?                                     |         |
| FreeSync                          | Н/Д               | Н/Д               | Н/Д               | Н/Д               | Н/Д               | Н/Д               | Н/Д                                     | Н/Д                                     | Н/Д                                     | Н/Д                                     | Н/Д                              | Н/Д                              | Н/Д                              | Н/Д                                | Н/Д                                | Н/Д                              | 1 2                                                             | 1 2                                                             | 1 2                                                             | 1 2                                                             | 1 2                                   | 1 2                                   |         |
| HDCP                              | ?                 | ?                 | ?                 | ?                 | ?                 | ?                 | ?                                       | ?                                       | ?                                       | ?                                       | ?                                | ?                                | ?                                | ?                                  | ?                                  | ?                                | 1.4                                                             | 1.4                                                             | 1.4 2.2                                                         | 1.4 2.2                                                         | 1.4 2.2 2.3                           | ?                                     |         |
| PlayReady                         | Н/Д               | Н/Д               | Н/Д               | Н/Д               | Н/Д               | Н/Д               | Н/Д                                     | Н/Д                                     | Н/Д                                     | Н/Д                                     | Н/Д                              | Н/Д                              | Н/Д                              | Н/Д                                | Н/Д                                | Н/Д                              | Н/Д                                                             | Н/Д                                                             | 3.0                                                             | Ні                                                              | 3.0                                   | ?                                     |         |
| Підтримка екранів                 |                   |                   |                   |                   |                   | 1–2               | 2                                       | 2                                       | 2                                       | 2                                       | 2                                | 2                                | 2                                | 2–6                                | 2–6                                | 2–6                              | 2–6                                                             | 2–6                                                             | 2–6                                                             | 2–6                                                             | ?                                     | ?                                     |         |
| Макс. роздільна здатність дисплея | ?                 | ?                 | ?                 | ?                 | ?                 | ?                 | ?                                       | ?                                       | ?                                       | ?                                       | ?                                | ?                                | ?                                | 2–6 × 2560×1600                    | 2–6 × 2560×1600                    | 2–6 × 4096×2160 @ 60 Гц          | 2–6 × 4096×2160 @ 60 Гц                                         | 2–6 × 4096×2160 @ 60 Гц                                         | 2–6 × 5120×2880 @ 60 Гц                                         | 3 × 7680×4320 @ 60 Гц                                           | 7680×4320 @ 60 Гц PowerColor          | 7680×4320 @ 60 Гц PowerColor          |         |
| /drm/radeon                       |                   |                   |                   |                   |                   | Так               | Так                                     | Так                                     | Так                                     | Так                                     | Так                              | Так                              | Так                              | Так                                | Так                                | Так                              | Так                                                             | Н/Д                                                             | Н/Д                                                             | Н/Д                                                             | Н/Д                                   | Н/Д                                   |         |
| /drm/amdgpu h                     | Н/Д               | Н/Д               | Н/Д               | Н/Д               | Н/Д               | Н/Д               | Н/Д                                     | Н/Д                                     | Н/Д                                     | Н/Д                                     | Н/Д                              | Н/Д                              | Н/Д                              | Н/Д                                | Н/Д                                | Н/Д                              | Н/Д                                                             | Так                                                             | Так                                                             | Так                                                             | Так                                   | Так                                   | Так     |

1. ↑  The Radeon 100 Series has programmable pixel shaders, but do not fully comply with DirectX 8 or Pixel Shader 1.0. See article on R100's pixel shaders.
2. ↑  R300, R400 and R500 based cards do not fully comply with OpenGL 2+ as the hardware does not support all types of non-power of two (NPOT) textures.
3. ↑  OpenGL 4+ compliance requires supporting FP64 shaders and these are emulated on some TeraScale chips using 32-bit hardware.
4. 1 2 3  The UVD and VCE were replaced by the Video Core Next (VCN) ASIC in the Raven Ridge APU implementation of Vega.
5. ↑  Video processing ASIC for video frame rate interpolation technique. In Windows it works as a DirectShow filter in your player. In Linux, there is no support on the part of drivers and / or community.
6. 1 2  To play protected video content, it also requires card, operating system, driver, and application support. A compatible HDCP display is also needed for this. HDCP is mandatory for the output of certain audio formats, placing additional constraints on the multimedia setup.
7. ↑  More displays may be supported with native DisplayPort connections, or splitting the maximum resolution between multiple monitors with active converters.
8. ↑  DRM (Direct Rendering Manager) is a component of the Linux kernel. Support in this table refers to the most current version.

## Драйвери

### Пропрієтарний драйвер AMD Catalyst
AMD Catalyst розроблявся для Microsoft Windows і Linux. Станом на липень 2014 року інші операційні системи офіційно не підтримуються. Для бренду AMD FirePro, який базується на ідентичному обладнанні, існують драйвери графічних пристроїв, сертифіковані OpenGL. 
AMD Catalyst підтримує всі функції, рекламовані для бренду Radeon.

### Безкоштовний драйвер з відкритим кодом дляradeon
Безкоштовні драйвери з відкритим вихідним кодом в основному розроблені для Linux, але також були перенесені на інші операційні системи. Кожен драйвер складається з п'яти частин:
1. DRM компонент ядра Linux
2. Драйвер KMS компонента ядра Linux: в основному драйвер пристрою для контролера дисплея
3. компонент користувацького простору libDRM
4. компонент простору користувача в Mesa 3D;
5. спеціальний і чіткий драйвер 2D графічного пристрою для X.Org Server, який, буде замінено на Glamor

Безкоштовний графічний драйвер Radeon з відкритим вихідним кодом підтримує більшість функцій, реалізованих у лінійці графічних процесорів Radeon. На відміну від проекту Nouveau для відеокарт Nvidia, безкоштовні драйвери графічних пристроїв Radeon з відкритим вихідним кодом не спроектовані, а засновані на документації, опублікованій AMD. Для роботи з функціями DRM для цих драйверів все ще потрібен власний мікрокод, і деякі графічні процесори можуть не запустити сервер X, якщо він недоступний.

### Безкоштовний драйвер з відкритим кодом дляamdgpu
Цей новий драйвер ядра безпосередньо підтримується та розробляється AMD. Він доступний у різних дистрибутивах Linux, а також був перенесений на деякі інші операційні системи. Підтримуються лише графічні процесори GCN.

### Пропрієтарний драйвер AMDGPU-PRO
Цей новий драйвер від AMD все ще знаходиться на стадії розробки, але його можна використовувати в кількох підтримуваних дистрибутивах Linux (AMD офіційно підтримує Ubuntu, RHEL/CentOS). Драйвер був експериментально портований на ArchLinux  та інші дистрибутиви. AMDGPU-PRO налаштований на заміну попереднього драйвера AMD Catalyst і заснований на безкоштовному драйвері ядра amdgpu з відкритим вихідним кодом. Графічні процесори до GCN не підтримуються.